# 무간귀도
《무간귀도》(중국어: 無間歸途)는 2020년 개봉한 중국의 액션 영화이다. 대한민국에는 2021년 5월 20일에 개봉했다.

## 출연진

### 주연
- 송 카이 - 형강봉 역
- 치 쉬에 - 조통 역
- 바오단 - 청아 역

### 조연
- 장덕휘
- 금량